# Mastalus II de Amalfi
Mastalus II (en italiano, Mastalo) (muerto en 958) fue el primer duque de Amalfi desde 957 hasta su muerte.
Sucedió a su padre como patriarca en 953, cuando aún era menor de edad. Llegó a la mayoría de edad en 957 y fue elegido duque, elevándolo al rango de igualdad con los duques de los Ducado de Gaeta y Nápoles. En el año siguiente, fue asesinado por Sergio de la familia Comité Musco en el Monte de Scala.